# Шфарам
Шфарам (івр. שפרעם‏‎) — місто в північному окрузі Ізраїлю. Місто з 1910 року.